# Старик Хоттабыч (фильм)
«Старик Хоттабыч» — советский художественный полнометражный цветной фильм-сказка, поставленный на киностудии «Ленфильм» в 1956 году режиссёром Геннадием Казанским по мотивам одноимённой повести Лазаря Лагина.
Премьера состоялась в Ленинграде 12 июля 1957 года. 
Картина от начала и до конца наглядно показывает, как опасно дружить с джинном - несмотря на могущество и несомненное расположение к мальчику, Хоттабыч нередко становится причиной серьезных проблем в жизни Вольки и не раз подвергает его опасности. Нередко создается впечатление, что дружба с Гассаном стала бременем Вольки.

## Сюжет
Купаясь в Москве-реке 12-летний пионер Волька Костыльков находит старинный, покрытый водорослями глинянный кувшин и приносит его домой. Наивно полагая, что в кувшине могут содержаться драгоценности, которые он в мечтах относит в исторический музей, Волька вскрывает сосуд. Из него выходит густой дым, материализующийся в старика с седой бородой, в чалме и восточном халате. Едва обретя свободу, старик с проклятьями разбивает кувшин, затем низко кланяется Вольке и объясняет, что он -  Гассан Абдуррахман ибн Хоттаб, могущественный волшебник, которого мальчик освободил из тысячелетнего заключения. Волька подружился с джинном и стал называть «по отчеству» — Хоттабыч. В благодарность за свое спасение, джинн обещает мальчику выполнять любое его приказание. С ним вместе Волька летит в Индию на ковре-самолёте, чтобы вызволить друга - старосту Женю, которого джинн сослал туда в отместку за угрозы Жени осудить Вольку за дерзость учительнице, на собрании звена. На обратном пути они, едва не разбившись, совершают посадку в бассейн у санатория имени Серго Орджоникидзе. При возвращении в Москву, озорство Хоттабыча едва не стало причиной трагедии: утомившись гулом реактивных двигателей, он отключил их, о чем самодовольно сообщил Вольке, к ужасу последнего. В последний момент пионеру удается убедить Хоттабыча запустить двигатели и всё заканчивается хорошо.
Хоттабыч не оставляет попыток угодить и отблагодарить своего юного "спасителя", что нередко становится причиной различных казусов, неуместных в стране с коммунистическим строем. Так, по возвращении из Сочи он попытался одарить Вольку дворцом и караваном верблюдов и слонов, нагруженных драгоценностями и предметами роскоши, чем поверг в смятение пионера, воспитанного в духе советского коммунизма. Мальчик упрашивает джинна сделать эти подарки невидимыми либо передать в Роно, на что старик отвечает категорическим отказом. Тогда Волька предлагает ему отправиться в цирк. После посещения представления джинн решает стать иллюзионистом. 

## В ролях
- Николай Волков — Гассан Абдуррахман ибн Хоттаб (Хоттабыч), джинн в возрасте 3732-х лет, волшебник
- Алёша Литвинов — Волька Костыльков (Волька ибн Алёша), советский школьник
- Гена Худяков — Женя Богорад, советский школьник, друг Вольки
- Лёва Ковальчук — Гога Пилюлин (Гога-Пилюля), советский школьник, ябедник
- Ольга Черкасова — Варвара Степановна, классный руководитель в школе
- Майя Блинова — мать Вольки
- Ефим Копелян — Джафар Али Мухаммедов, «Султан», знатный буровой мастер из Баку
- Александр Лариков — доктор
- Валентина Романова — Глафира Кузьминична, мать Гоги
- Евгений Весник — постовой милиционер
- Всеволод Кузнецов — футбольный болельщик / зритель в цирке
- Анатолий Королькевич — представитель Управления Госцирков
- Борис Коковкин — член экзаменационной комиссии
- Айзик Галин — профорг цирка
- Михаил Степанов — Афанасий Сидорелли, фокусник в цирке
- Лев Степанов — гражданин в телефонной будке
- Зинаида Шарко — продавец мороженого в цирке (нет в титрах)
- Елизавета Уварова — горничная в санатории (нет в титрах)
- Майя Забулис — зрительница на футбольном матче (нет в титрах)
- Василий Леонов — Вася Казанцев, отдыхающий в санатории, шахтёр, новатор (нет в титрах)
- Жанна Сухопольская — официантка (нет в титрах)
- Владимир Курков — вратарь (нет в титрах)
- Леонид Ткачев — футбольный болельщик (нет в титрах)
- Екатерина Боровская — иллюзионистка (нет в титрах)
- Мария Жигалина — иллюзионистка (нет в титрах)
- Анатолий Корнилов — иллюзионист (нет в титрах)

## Съёмочная группа
Фильм снимали в Ленинграде, Москве, Сочи и Одессе.
- Автор сценария — Лазарь Лагин
- Режиссёр-постановщик — Геннадий Казанский
- Оператор — Музакир Шуруков
- Художники: Исаак Каплан, Белла Маневич, А. Алексеев, М. Кандат, Михаил Кроткин
- Композитор — Надежда Симонян
- Директор картины — Тамара Самознаева

## Призы
- Поощрительный диплом на I ВКФ в Москве (1958)
- Почётная грамота на Международном кинофестивале в Ванкувере (1958)
- Почётный Диплом на I МКФ детских фильмов в Панаме (1971).